# Beryl
Beryl, chemický vzorec Be3Al2Si6O18, je šesterečný minerál. Jeho název je odvozen z řeckého slova beryllos, kterým se označovaly drahokamy modrozelené jako mořská voda. 
Beryl je jediný běžný minerál Be. Beryllium je vysoce nekompatibilní a nedokáže vstupovat do struktury většiny minerálů, při krystalizaci magmatických hornin se proto hromadí v tavenině a teprve v závěrečné fázi krystalizace vytvoří beryl.

## Původ
Magmatický, nejčastěji v berylových pegmatitech. Dále hydrotermálně pneumatolický (v greisenech) a také metamorfní (především ve svorech).

## Morfologie a struktura
Tvoří prizmatické hexagonální krystaly, nejčastěji zakončené prostou bází, méně často bývají vyvinuty i trojúhelnikovité plošky hexagonální pyramidy. Dále také zrnité, kompaktní i radiálně paprsčité agregáty (tzv. berylová slunce).
Beryl patří mezi cyklosilikáty, základ jeho struktury je tvořen šestičetnými cykly SiO4 tetraedrů. Uvnitř těchto cyklů se nachází volné prostory, kam může vstupovat Na, Cs, CO2 a další prvky či jednoduché molekuly. Substitucí Sc za Al vzniká minerál bazzit, komplexní substitucí Li za Be a Cs za vakanci vzniká pezzottait.

## Vlastnosti
- Fyzikální vlastnosti: Tvrdost 7,5–8, křehký, hustota 2,6–2,8 g/cm³, štěpnost nedokonalá podle {0001}, lom nerovný, lasturnatý.
- Optické vlastnosti: Barva: bezbarvý, bílá, žlutobílá, zlatožlutá, žlutozelená, zelená, růžová, zelenomodrá, červená. Lesk skelný, matný, průhlednost: průhledný, průsvitný, vryp bílý.
- Chemické vlastnosti: Složení: Be 5,03 %, Al 10,04 %, Si 31,35 %, O 53,58 %, příměsi Fe, Mn, Mg, Ca, Cr, Na, Li, Cs. Rozpustný v HF, před dmuchavkou se netaví. Průhledné odrůdy se prudkým zahřátím mléčně zakalí.

## Odrůdy

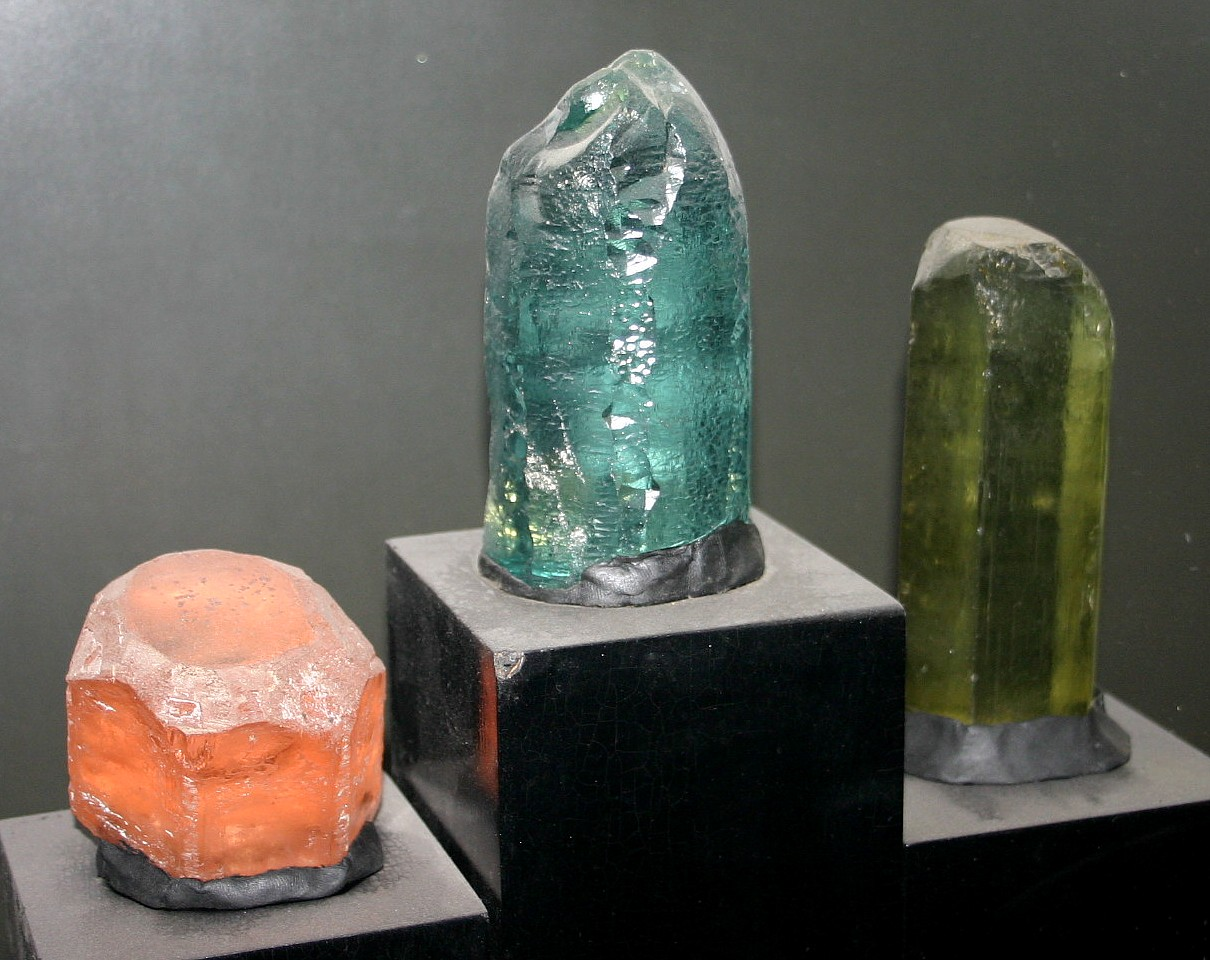
Různé odrůdy syntetického berylu

- obecný beryl – nejrozšířenější odrůda, zdroj Be
- smaragd – zelený
- akvamarín – zelenomodrý až světle modrý (tmavě modré odrůdy jsou v anglické literatuře označovány jako maxixe)
- morganit – růžový
- vorobjevit – růžový až oranžový (existují dohady, zda je vorobjevit totožný s morganitem, momentálně proběhly výzkumy, které tomu naznačují, nicméně stále pro komplexní pochopení dané problematiky bude zapotřebí dalších výzkumů, aby bylo možné tyto závěry definitivně potvrdit, či vyvrátit [1])
- heliodor – žlutý, zlatožlutý a zlatý (anglická literatura někdy odlišuje heliodor a tzv. golden beryl)
- goshenit – průhledný bezbarvý
- bixbit – tmavě červený, pouze z ryolitů v malé oblasti v Utahu (neplést s minerálem bixbyitem)

## Podobné minerály
- apatit - je fosfát, který vytváří šestiboké prizmatické krystaly, často zelené. Běžně se vyskytuje společně s berylem (greiseny, pegmatity) a těžko se odlišují. Bez analýzy může pomoci test tvrdosti, beryl je tvrdší než sklo a křemen, apatit ne.
- pezzottait - je minerál se strukturou berylu, který má část Be nahrazenou Cs a Li. Je růžový a tvoří krátce sloupcovité růžové krystaly, bez analýzy nejde odlišit morganit od pezzottaitu.

## Parageneze
- křemen, živce, muskovit, lepidolit, spodumen, amblygonit, turmalín, topaz, kasiterit, columbit, tantalit

## Získávání
Beryl se získává z pegmatitů, můžeme ho nalézt i na povrchu, při sesuvech půdy na příkrých pohořích, ale na povrchu spíše nalezneme jeho odrůdy (akvamarín)

## Využití
Obecný beryl jako zdroj berylia pro výrobu lehkých slitin. Barevné odrůdy v klenotnictví jako drahý kámen (fasetové brusy, kabošony). Čiré odrůdy se ve starověku brousily do optických čoček a používaly jako brýle (beryl císaře Nerona).

## Naleziště
Výskyt řídký.
- Česko – Písek, Meclov, Sobotín
- Slovensko – Nízké Tatry
- Rakousko - alpský důl v Habachtalu těží smaragdy
- Madagaskar – největší nalezený krystal, 18 m dlouhý a 3,5 m široký
- USA – Jižní Dakota krystaly až 9 m dlouhé
- Brazílie – krystaly o hmotnosti až 200 t, akvamaríny, heliodory i smaragdy
- Kolumbie - prvotřídní šperkové smaragdy z lokality Muzo
- Afghánistán - velké množství pegmatitů s akvamaríny a morganity
- a další.